# Babakan Penghulu
Babakan Penghulu is een bestuurslaag in het regentschap Kota Bandung van de provincie West-Java, Indonesië. Babakan Penghulu telt 7368 inwoners (volkstelling 2010).